# Michael Brenčič

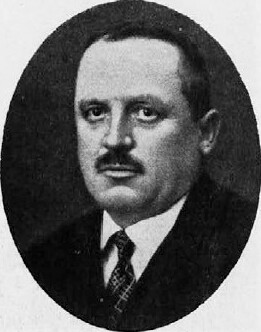
Michael Brenčič

Michael Brenčič (* 10. September 1879 in Krottendorf/Žabjak, Gemeinde Ragoznica; † 22. November 1954 in Ptuj) war ein Politiker und Großgrundbesitzer. Er war Abgeordneter zum Österreichischen Abgeordnetenhaus.

## Leben
Brenčič wurde als Sohn des slowenischen Landwirts und Ziegeleibesitzers Michael Brenčič geboren. Er besuchte die Volksschule in Pettau/Ptuj und verdiente seinen Lebensunterhalt als Großgrundbesitzer in Spuhla (deutsch: Pichldorf, heute Spuhlja, Stadt Ptuj). Zudem betrieb er dort eine Gastwirtschaft. Er leistete seinen Militärdienst in Laibach bei der Gestütsbranche ab und war Wachtmeister der Reserve. Im Ersten Weltkrieg diente er als Rechnungs-Unteroffizier an der Ostfront. Er war Mitglied der Allslowenischen Volkspartei (Slovenska kmečka zveza za Štajersko) und kandidierte bei der Reichsratswahl 1911 im Wahlkreis Steiermark 26. Er konnte dort ein Mandat erzielen und gehörte in der Folge vom 17. Juli 1911 bis zum 12. November 1918 dem Abgeordnetenhaus des Reichsrates an. Dort war er von 1911 bis 1917 Mitglied der „Hrvatsko slovenska zajednica“ (Kroatisch-slowenischen Vereinigung) im Hrvatsko slovenski Klub, der im Mai 1917 im Südslawischen Klub aufging.
Brenčič war mit Marija Šamperl verheiratet und Vater von mindestens zwei Töchtern.